# Robert Legato
Robert « Rob » Legato, né le 6 mai 1956 dans le New Jersey, est un superviseur d'effets spéciaux, réalisateur et directeur de la photographie américain.
Il est notamment connu pour son travail sur les effets spéciaux des films Apollo 13 (1995), Titanic (1997), Avatar (2009) ou Hugo Cabret (2011). Il collabore très régulièrement avec le réalisateur Martin Scorsese et à plusieurs reprises avec Robert Zemeckis et James Cameron.
Legato a été nommé pour quatre Oscars des meilleurs effets visuels et en a remporté trois : pour Titanic en 1998, Hugo Cabret en 2012 et Le Livre de la jungle en 2017. En 1996, il a remporté le BAFTA Award des meilleurs effets visuels pour Apollo 13, ainsi qu'en 2017 pour Le Livre de la jungle.

## Filmographie
- 1994 : Entretien avec un vampire (Interview with the Vampire) de Neil Jordan
- 1995 : Apollo 13 de Ron Howard
- 1997 : Titanic de James Cameron
- 2000 : Apparences (What Lies Beneath) de Robert Zemeckis
- 2000 : Seul au monde (Cast Away) de Robert Zemeckis
- 2001 : Harry Potter à l'école des sorciers (Harry Potter and the Philosopher's Stone) de Chris Columbus
- 2003 : Bad Boys 2 (Bad Boys II) de Michael Bay
- 2004 : Aviator (The Aviator) de Martin Scorsese
- 2006 : Les Infiltrés (The Departed) de Martin Scorsese
- 2006 : Raisons d'État (The Good Shepherd) de Robert De Niro
- 2008 : Shine a Light de Martin Scorsese
- 2009 : Avatar de James Cameron
- 2010 : Shutter Island de Martin Scorsese
- 2011 : Hugo Cabret (Hugo) de Martin Scorsese
- 2013 : Le Loup de Wall Street (The Wolf of Wall Street) de Martin Scorsese
- 2016 : Le Livre de la jungle (The Jungle Book) de Jon Favreau
- 2019 : Le Roi lion (The Lion King) de Jon Favreau
- 2019 : The Irishman de Martin Scorsese